# William Gaxton
Arturo Antonio Gaxiola — né le 2 décembre 1893 à San Francisco (Californie) et mort le 2 février 1963 à New York (État de New York) — est un acteur et chanteur américain, connu sous le nom de scène de William Gaxton.

## Biographie
Actif principalement au théâtre durant sa carrière (entre autres dans le répertoire du vaudeville), William Gaxton a souvent comme partenaire Victor Moore. À Broadway (New York), il joue entre 1922 et 1946, principalement dans des comédies musicales.
Parmi elles, mentionnons Fifty Million Frenchmen de Cole Porter (1929-1930, avec Helen Broderick et Thurston Hall), Of Thee I Sing de George et Ira Gershwin (1931-1933, avec Lois Moran et Victor Moore), Anything Goes de Cole Porter (1934-1935, avec Ethel Merman et Victor Moore), Leave It to Me! de Cole Porter (1938-1939, avec Mary Martin et Victor Moore), ou encore Louisiana Purchase (en) d'Irving Berlin (1940-1941, avec Victor Moore et Vera Zorina).
Au cinéma, il contribue à seulement onze films américains, les deux premiers muets sortis en 1926, dont Un conte d'apothicaire d'A. Edward Sutherland (avec W. C. Fields et Louise Brooks). Suit le film musical Fifty Million Frenchmen de Lloyd Bacon (adaptation de la comédie musicale éponyme précitée, 1931, avec Ole Olsen, Chic Johnson et Helen Broderick).
Parmi ses autres films musicaux, citons The Heat's On de Gregory Ratoff (1943, avec Mae West et Victor Moore) et Broadway en folie de George Seaton (avec Betty Grable et Dick Haymes), son dernier film sorti en 1945.
À la télévision, William Gaxton apparaît en 1959 dans un épisode de la série américaine The United States Steel Hour (en).

## Théâtre à Broadway (intégrale)
(comédies musicales, sauf mention contraire)
- 1922-1923 : Music Box Revue of 1922, revue, musique, lyrics et sketches d'Irving Berlin
- 1927-1928 : A Connecticut Yankee (en), musique de Richard Rodgers (orchestrée par Roy Webb), lyrics de Lorenz Hart, livret d'Herbert Fields, d'après le roman Un Yankee à la cour du roi Arthur (A Connecticut Yankee in King Arthur's Court) de Mark Twain, chorégraphie de Busby Berkeley : Martin, le Yankee
- 1929-1930 : Fifty Million Frenchmen, musique et lyrics de Cole Porter, livret d'Herbert Fields : Peter Forbes
- 1931-1933 : Of Thee I Sing, musique de George Gershwin, lyrics d'Ira Gershwin, livret de Morrie Ryskind et George S. Kaufman, mise en scène de ce dernier, costumes de Charles Le Maire : John P. Wintergreen
- 1933-1934 : Let 'Em Eat Cake (en), musique de George Gershwin, lyrics d'Ira Gershwin, livret et mise en scène de George S. Kaufman : John P. Wintergreen
- 1934-1935 : Anything Goes, musique et lyrics de Cole Porter, livret original de Guy Bolton et Pelham Grenville Wodehouse adapté par Russel Crouse et Howard Lindsay, mise en scène de ce dernier, chorégraphie de Robert Alton : Billy Crocker
- 1936-1937 : L'Auberge du Cheval-Blanc (White Horse Inn), opérette, musique de Ralph Benatzky, livret original d'Erik Charell, Hans Müller et Robert Gilbert adapté par David Freedman (en), nouveaux lyrics d'Irving Caesar, mise en scène d'Erik Charell : Leopold
- 1938-1939 : Leave It to Me!, musique et lyrics de Cole Porter, livret de Bella et Samuel Spewack, mise en scène de ce dernier, chorégraphie de Robert Alton, costumes de Raoul Pène Du Bois : Buckley Joyce Thomas
- 1940-1941 : Louisiana Purchase (en), musique et lyrics d'Irving Berlin, livret de Morrie Ryskind, d'après une histoire de Buddy DeSylva, chorégraphie de George Balanchine : Jim Taylor
- 1942 : Keep 'Em Laughing, revue, auteurs non spécifiés
- 1945 : Hollywood Pinafore (en), musique d'Arthur Sullivan, mise en scène, lyrics et livret de George S. Kaufman, d'après l'opérette H.M.S. Pinafore d'Arthur Sullivan et William S. Gilbert : Dick Live-Eye
- 1946 : Nellie Bly, musique de Jimmy Van Heusen, lyrics de Johnny Burke (en), livret de Joseph Quillan : Frank Jordan

## Filmographie partielle

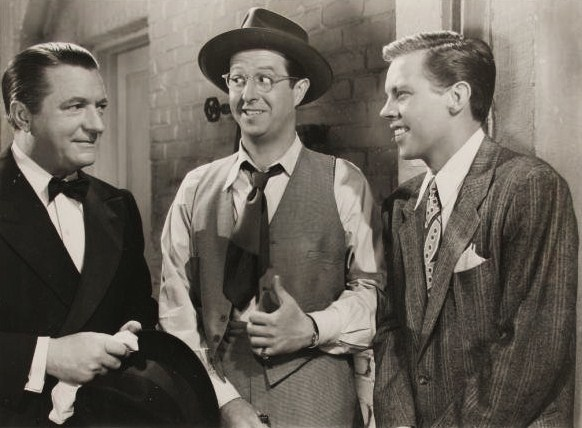
De g. à d. : William Gaxton, Phil Silvers et Dick Haymes, dans Broadway en folie (1945, photo promotionnelle)

### Cinéma
- 1926 : Un conte d'apothicaire (It's the Old Army Game) de A. Edward Sutherland : George Parker
- 1931 : Fifty Million Frenchmen de Lloyd Bacon : Jack Forbes
- 1931 : The Silent Partner de Roy Mack (court métrage) : Bill, le neveu
- 1934 : Their Big Moment (en) de James Cruze : Le Grand La Salle
- 1943 : En bordée à Broadway (Something to Shout About) de Gregory Ratoff : Willard Samson
- 1943 : La jeunesse s'amuse (Best Foot Forward) d'Edward Buzzell : Jack O'Riley
- 1943 : The Heat's On de Gregory Ratoff : Tony Ferris
- 1945 : Broadway en folie (Diamond Horseshoe) de George Seaton : Jo Davis Sr.

### Télévision
- 1959 : The United States Steel Hour (en) (série), saison 6, épisode 23 Wish on the Moon : Barney Goodwyn